# Station Hagen-Westerbauer
Station Hagen-Westerbauer (Duits: Bahnhof Hagen-Westerbauer) is een S-Bahnstation in in het stadsdeel Haspe van de Duitse stad Hagen. Het station ligt aan de spoorlijn Wuppertal – Hagen.

## Treinverbindingen
| Serie | Treinsoort            | Route | Bijzonderheden |
| ----- | --------------------- | --- | -------------- |
| S 8   | S-Bahn (DB Regio NRW) | Mönchengladbach Hbf – Neuss Hbf – Düsseldorf Hbf – Gruiten – Wuppertal Hbf – Schwelm – Gevelsberg Hbf – Hagen-Westerbauer – Hagen Hbf |                |